# حارة المجد الشمالية (الصافية)

تعديل مصدري - تعديل

حارة المجد الشمالية هي إحدى حارات حي الصافية بمديرية الصافية إحد مديريات العاصمة اليمنية صنعاء، بلغ تعداد سكانها 8204 نسمة حسب تعداد اليمن لعام 2004.